# Estádio Mario Alberto Kempes
O Estadio Mario Alberto Kempes é um estádio no bairro Chateau Carreras de Córdoba, Argentina. Por causa disso, é popularmente conhecido como Estadio Olímpico Chateau Carreras.
O estádio foi construído em 1976, em preparação para a Copa do Mundo de 1978. Tem capacidade para 60.000 espectadores, apesar de não dispor de todos estes bancos, como muitos estádios argentinos. Foi renomeado em homenagem ao ex-jogador Mario Kempes, o mais célebre da província, em outubro de 2010. Até então, o nome oficial era Estadio Córdoba.
A maioria das equipes de futebol em Córdoba tem seus próprios estádios, mas eles geralmente preferem jogar neste estádio por seu tamanho e conforto, principalmente quando jogam partidas importantes que atraem grandes públicos. O Talleres manda seus jogos no estádio, além de ser utilizado também pelo Belgrano, Instituto e do Racing de Córdoba.[carece de fontes?]
Em 2006 e 2007 sediou a etapa Super Especial do Rali da Argentina.
Foi reformado em 2011 para os jogos da Copa América 2011, adicionando uma nova cobertura.
Em 17 de outubro de 2019 foi escolhido pela CONMEBOL como sede da final da Copa Sul-Americana de 2020.
Em 23 de junho de 2022, o estádio foi novamente escolhida como sede da final da Copa Sul-Americana de 2022, originalmente, o conselho da CONMEBOL definiu a cidade de Brasília, no Brasil  para sediar a final em 1 de outubro, no Estádio Mané Garrincha. Porém, devido ao proximidade das eleições gerais no Brasil, que será realiza um dia após a final da edição, acabou sendo realizada no estádio olímpico.

## Copa do Mundo FIFA de 1978
Construído para a Copa do Mundo de 1978, hospedou oito partidas da competição.
| Data        | 1ª equipe          | Placar | 2ª equipe          | Fase    | Público |
| ----------- | ------------------ | ------ | ------------------ | ------- | ------- |
| 3 de junho  | Peru               | 3–0    | Escócia            | Grupo 4 | 37 927  |
| 6 de junho  | Alemanha Ocidental | 6–0    | México             | Grupo 2 | 35 258  |
| 7 de junho  | Escócia            | 1–1    | Irã                | Grupo 4 | 7 938   |
| 10 de junho | Alemanha Ocidental | 0–0    | Tunísia            | Grupo 2 | 30 667  |
| 11 de junho | Peru               | 4–1    | Irã                | Grupo 4 | 21 262  |
| 14 de junho | Países Baixos      | 5–1    | Áustria            | Grupo A | 25 050  |
| 18 de junho | Países Baixos      | 2–2    | Alemanha Ocidental | Grupo A | 40 750  |
| 21 de junho | Áustria            | 3–2    | Alemanha Ocidental | Grupo A | 38 318  |

## Copa América de 1987
Recebeu quatro partidas da Copa América de 1987.
| Data        | 1ª equipe | Placar | 2ª equipe | Fase      | Público |
| ----------- | --------- | ------ | --------- | --------- | ------- |
| 28 de junho | Brasil    | 5–0    | Venezuela | Grupo B   | 8 000   |
| 30 de junho | Chile     | 3–1    | Venezuela | Grupo B   | 5 000   |
| 3 de julho  | Chile     | 4–0    | Brasil    | Grupo B   | 15 000  |
| 8 de julho  | Chile     | 2–1    | Colômbia  | Semifinal | 10 000  |

## Copa América de 2011
Recebeu quatro partidas da Copa América de 2011.
| Data        | 1ª equipe | Placar | 2ª equipe  | Fase    | Público |
| ----------- | --------- | ------ | ---------- | ------- | ------- |
| 9 de julho  | Brasil    | 2–2    | Paraguai   | Grupo B | 38000   |
| 11 de julho | Argentina | 3–0    | Costa Rica | Grupo A | 60000   |
| 13 de julho | Brasil    | 4-2    | Equador    | Grupo B | 42500   |
| 16 de julho | Colômbia  | 0 - 2  | Peru       | Quartas | 52000   |